# Памфилия
Памфилия (на английски: Pamphylia; на гръцки: Παμφυλία) е древна област в плодородна низина на южния бряг на Мала Азия. Намира се на изток от днешния град Анталия към планината Тавър в Турция. Съседните ѝ територии са: на запад Ликия, на север Писидия, на изток Киликия.

## История
В Древността Памфилия е в границите на Хетското царство. Вероятно към 12 век пр.н.е. тук се заселват гърци, които се смесват с местното население. В битката при Евримедон, която се води по море и суша през 465 пр.н.е. или 469 пр.н.е. между Атинския морски съюз и персите (Държавата на Ахеменидите на Ксеркс I), гърците под командването на Кимон постигат съкрушителна победа. Въпреки това през 4 век пр.н.е. Памфилия отново е в границите на Персийското царство.
През втората половина на 4 век пр.н.е. е завоювана от Александър Македонски. През 3 – 2 век пр.н.е. влиза в царството на Птолемеите, Селевкидите и Пергам. През 133 пр.н.е. е в Римската империя.
От 102/101 пр.н.е. памфилският бряг принадлежи към провинция Киликия; след нейното прекратяване през 44 пр.н.е. една част от Памфилия е в провинция Азия; от 25 пр.н.е. Памфилия принадлежи към провинция Галация. През 74 г. Веспасиан образува с Ликия провинцията Ликия и Памфилия (Lycia et Pamphylia).
Главен град на региона е Сиде, където са открити доказателства за сидетски език, говорен най-малко до 2 век пр.н.е. и за сидетска азбука.
Памфилия се споменава в Новия завет като родина на няколко вярващи в Бог мъже, които стават свидетели на чудото на Петдесетница.